# Stadio Bouaké
Lo Stadio Bouaké, anche noto come Stadio della Pace è un impianto sportivo ivoriano ubicato nella città di  Bouaké.

## Storia
Nel 2024 ha ospitato la Coppa d'Africa 2023.